# 그레그 눠콜로
그레고리 주니어 눠콜로(인도네시아어: Gregory Junior Nwokolo, 1986년 1월 3일 ~ )는 나이지리아 출신 인도네시아의 축구 선수이다.

## 클럽 경력
2003년 S 리그의 탬파인스 로버스 FC에서 선수가되었다. 이듬해, 인도네시아의 스리위자야 FC로 이적했지만, 그 후 영 라이언스로 이적하여 S 리그에 복귀했다. 2006년에는 싱가포르의 워리어스 FC로 이적했다.
같은 해 PSIS 세마랑에 이적하여 인도네시아로 돌아왔다. 이후 PSMS 메단에 이적하였다. 2007년 페르시스 솔로로 이적하였고, 페르시자 자카르타로 이적했다. 2009년 여름에는 유럽에서 활로를 찾고, 포르투갈의 SC 올랴넨스로 이적했지만 이듬해 여름에 계약 해제가 되어 다시 페르시자 자카르타에 이적했다. 그 후, 아레마 크로너스에 소속했다. 2014년 12월 5일에는 페르시자 자카르타에 다시 이적하여 3번 입단하게 되었다.

## 대표 경력
나이지리아 인으로는 주니어를 포함해도 전혀 대표 출전 경력이 없었다.
2010년 초에는 인도네시아 대표로 활동하는 것이 아니냐는 소문이 돌았으나, 본인은 이를 긍정도 부정도 하지 않았다. 2011년 8월에는 인도네시아 축구 협회가 그의 인도네시아의 귀화를 허가한다고 발표했으며, 공식적으로 2011년 10월 10일 국적 취득을 하였다. 인도네시아 대표로 첫 출전한 것은 2013년 3월 23일 2015년 AFC 아시안 컵 예선 사우디 전이었다.

## 개인 성적
| 인도네시아 국가대표 | 인도네시아 국가대표 | 인도네시아 국가대표 |
| 연도                | 출전                | 득점                |
| ------------------- | ------------------- | ------------------- |
| 2013                | 4                   | 1                   |
| 2014                | 2                   | 0                   |
| 합계                | 6                   | 1                   |

| # | 날짜            | 장소                       | 상대   | 득점 | 결과 | 대회      |
| - | --------------- | -------------------------- | ------ | ---- | ---- | --------- |
| 1 | 2013년 8월 14일 | 수라카르타 마나한 스타디움 | 필리핀 | 1-0  | 2-0  | 친선 경기 |

## 논란
2014년 4월 15일 페르시푸라 자야푸라 대 페르세바야 수라바야 전 이후에 개인적인 문제로 잭슨 F. 티아고와 싸움을 벌였으며, 경찰에 의해 상황이 정리되었다.